# Kolkowski

Herb Kolkowski

Kolkowski (Kolkow, Opaliński) – pomorski herb szlachecki.

## Opis herbu
Opis zgodnie z klasycznymi regułami blazonowania:
W polu pół orła w lewo. Klejnot: nad hełmem w koronie dwa skrzydła orle. Labry. Barwy nieznane.

## Najwcześniejsze wzmianki
Pierwotny herb kaszubskiej rodziny Kolkowskich. Znany z pieczęci z lat 1561-1619, których odciski przechowywane są w Archiwum Państwowym w Gdańsku. Herb nie jest znany polskim herbarzom.

## Herbowni
Kolkowski (Colcau, Colckaw, Colckow, Colkaw, Colkow, Culkau, Culkaw, Kahlkow, Kahlkowski, Kalkaw, Kalkow, Kolckaw, Kolckow, Kolkau, Kolkaw, Kolko, Kolkow, Kolkowo, Kollkau, Kołkowski, Kulkau, Kulkowski, błędnie Koskowski, Kotkowski). Rodzina ta nosiła także, przejściowo, nazwiska odmiejscowe Parskowski (parschkau, Parschkow, Parskow, Parsskaw, Parsskofski, Parsskow, Parsskowski, Parszkowski, Parzkaw, Parzkow, Parzkowe, Parzkowski, Paszkowski, błędnie - Perschkau), Opaliński (Opalinski, Oppalinski, Oppolinski, Wobbalinski, Woppalinski), Strzebieliński (Trzebieliński).
Rodzina ta w XVII wieku przyjęła herb Kolkowski II, czasami interpretowany także jako Pomian. Być może było to wynikiem koligacji rodzinnych z rodem Janowskich, w efekcie których zapożyczyli ich godło herbowe, zostawiając ze swojego jedynie klejnot.

## Rodzina Kolkowski
Średniozamożna rodzina szlachecka z Kolkowa w ziemi puckiej. Ich protoplastą mógł być Piotr albo Dargosław z Kolkowa, odnotowani w 1314 roku. Innymi wcześnie wzmiankowanymi członkami rodziny byli wymienieni w 1400 roku Jeszke i jego brat Przybko z Kolkowa oraz włodarz pucki Maciej, wzmiankowany w 1401 roku, właściciel Czymanowa. Włodarz Maćko otrzymał w 1425 roku nadanie na sąsiednią wieś Opalino, od której w kolejnym wieku członkowie rodu przyjmowali nazwisko Opaliński. W połowie XV wieku, do rodziny należała też wieś Strzebielinko. Pod koniec XV wieku Marcin z Kolkowa pisał się także z Parskowa. W roku 1519 po raz pierwszy wzmiankowane jest nazwisko Opaliński (Johannes Kolkowski i Bartholomaeus Oppalinski), zaś w roku 1543 - Parskowski (ławnik pucki Melchior Kolkowski alias Parskowski, jego synem był Joachim, również ławnik pucki, a później sędzia ziemski pucki). W roku 1618 wzmiankowany jest Georgius Trzebielinski vel Kolkowski in villa Trzebielno (chodzi tu o Strzebielinko). Najwyższą pozycję rodzina osiągnęła w XVI wieku, kiedy wielu członków rodu pełniło urzędy w ziemi puckiej. Aż sześciu było ławnikami sądu ziemskiego. Jednak już w XVII wieku rodowe dobra stopniowo przechodziły w ręce rodzin sąsiadujących. W wieku XVIII mieli już tylko część Czymanowa, Opalina i Radoszewa. Po utracie dóbr ziemskich trudnili się handlem oraz poświęcali się karierze urzędniczej. Nazwisko Kolkowski funkcjonuje w Polsce po dziś dzień, głównie na Pomorzu.